# Carlos Mesa Gisbert
Carlos Diego Mesa Gisbert (La Paz, 12 d'agost de 1953) és un periodista, escriptor, polític i historiador bolivià que va ser president constitucional de la República de Bolívia des del 17 d'octubre de 2003 fins al 6 de juny de 2005.

## Obres
- Cine boliviano, del realizador al crítico (coautor, 1979)[2]
- El cine boliviano según Luis Espinal (1982)[2]
- Presidentes de Bolivia: entre urnas y fusiles (1983)
- Manual de historia de Bolivia (coautor, 1983)
- La aventura del cine boliviano 1952-1985 (1985)
- Un debate entre gitanos (1991)
- De Cerca, una década de conversaciones en democracia (1993)
- La epopeya del fútbol boliviano (1994)
- Territorios de libertad (1995)
- La espada en la palabra (2000)
- Las diez mejores novelas de la Literatura boliviana (2005)